# Symplectoscyphus pinnatus
Symplectoscyphus pinnatus is een hydroïdpoliep uit de familie Sertulariidae. De poliep komt uit het geslacht Symplectoscyphus. Symplectoscyphus pinnatus werd in 1877 voor het eerst wetenschappelijk beschreven door Clark. 